# Руски рулет
Руски рулет (рус. Ру́сская руле́тка) је популарни назив за екстремну и потенцијално смртоносну игру на срећу која се игра уз помоћ револвера. Играч у празни цилиндар пиштоља убаци један или неколико метака, потом га заврти, уперивши револвер у себе (или неку другу особу) повлачи окидач не знајући да ли ће то довести до испаљења метка или не. 
Пракса налик на руски рулет је први пут описана у роману Јунак нашег доба Михаила Љермонтова у првој половини 19. века.
Руски рулет је касније коришћен као чест мотив у делима фикције, од којих су вероватно најпознатије неке од најупечатљивијих сцена знаменитог холивудског филма Ловац на јелене.